# ماريو غوميز (لاعب كرة قدم إسباني)
ماريو غوميز (بالإسبانية: Mario Gómez Atanet)‏ (7 فبراير 1981 في إسبانيا - ) هو لاعب كرة قدم إسباني في مركز الدفاع. شارك مع منتخب إسبانيا تحت 16 سنة لكرة القدم. أما مع النوادي، فقد لعب مع رايو فايكانو ب ورايو فايكانو ونادي ألكوركون ونادي إلتشي ونادي سمورة ونادي قرطبة وMéxico FC (Spain) ‏ وريال سوسيداد ديبورتيفا الكالا.

## وصلات خارجية
- ماريو غوميز على موقع قاعدة بيانات كرة القدم.إي يو (الإنجليزية)
- ماريو غوميز على موقع Soccerway.com (الإنجليزية)